# 9 (cali≠gariのシングル)
「9 -踏- 編」（きゅう とうへん）と『9 スクールゾーン 編』（きゅう スクールゾーンへん）は、日本のロックバンド、cali≠gariのメジャー4枚目のシングル。また、活動復帰後の初シングルである。
2009年7月22日発売。

## 概説
- 休止前の最後の作品「8」から約6年以来の作品である。
- また、消費期限付き復活後初のシングルである。
- 「9 -踏- 編」と「9 スクールゾーン 編」の2タイプで販売された。

## 曲目

### -踏- 編
1. -踏-
（作詞・作曲:石井秀仁）
2. スクールゾーン
（作詞・作曲:桜井青）
3. 画竜点睛を欠いた曲
（作詞:不詳、作曲:石井秀仁）

### スクールゾーン 編
1. スクールゾーン
（作詞・作曲:桜井青）
2. -踏-
（作詞・作曲:石井秀仁）
3. PPPH
（作詞・作曲:桜井青）
タイトル含む歌詞内に使われているワードは、アイドル等のコンサートでファンが行うヲタ芸の用語である。未収録曲だが、後にセルフカヴァーアルバム「1」にて、歌詞を一新し「クソバカゴミゲロ」と改題して再録された。